# Carles Domingo Pladevall
Carles Domingo Pladevall (Hostalric, Selva, 10 de juny de 1977) és un exfutbolista català que jugava com a defensa.

## Trajectòria
Va començar la seua carrera a les categories inferiors del FC Barcelona, dins la coneguda com lleva del Mini. El 1994 va guanyar la Copa del Rei i la lliga juvenil. Posteriorment, va militar en l'equip B, a la Segona Divisió.
El 1997, va marxar a l'Sporting de Gijón, amb qui debuta a la màxima categoria. Els asturians van quedar els darrers. Després de dues campanyes, fitxa pel Rayo Vallecano, on qualla una bona temporada que li val la incorporació al Reial Betis. Al conjunt andalús va signar una bona primera campanya, però les dues següents no va tenir tantes oportunitats.
El 2004 marxa a l'Albacete Balompié, on romandrà dos anys abans de retornar a Catalunya per militar amb el Gimnàstic de Tarragona.
Un veterà Mingo va jugar regularment amb el Nàstic a segona divisió, fins que fou finalment descartat la temporada 2011–12, en què el club patiria el descens de categoria.
Com a internacional, Mingo va formar part de diversos combinats espanyols inferiors.